# Hypospila trimacula
Hypospila trimacula är en fjärilsart som beskrevs av Saalmüller 1891. Hypospila trimacula ingår i släktet Hypospila och familjen nattflyn. Inga underarter finns listade i Catalogue of Life.